# Giulio Pediconi
Giulio Pediconi (Roma, 31 gennaio 1906 – Roma, 19 settembre 1999) è stato un architetto e urbanista italiano.

## Biografia
Giulio Pediconi, nato a Roma il 31 gennaio 1906 si laurea in Architettura nel 1930 e conosce Mario Paniconi con cui instaura un sodalizio professionale che dura fino alla prematura scomparsa di quest'ultimo nel 1973. Già nel 1930 ottiene il 1º premio al concorso per il progetto della nuova sede della Cassa di Risparmio di Foligno. Nel 1931, ad un anno dalla laurea, partecipa polemicamente al dibattito sull'architettura acceso dalle due mostre del MIAR, firmando il manifesto del RAMI (Raggruppamento Architetti Moderni Italiani), rivendicante la tradizione e «la storica supremazia dell'architettura italiana », insieme con l'amico Mario Paniconi, Concezio Petrucci, Luigi Moretti, Luigi Ciarrocchi, Mario De Renzi, Marchi, Giuseppe Nicolosi, Luciano Tufaroli, O. Seno, C. Vetriani).

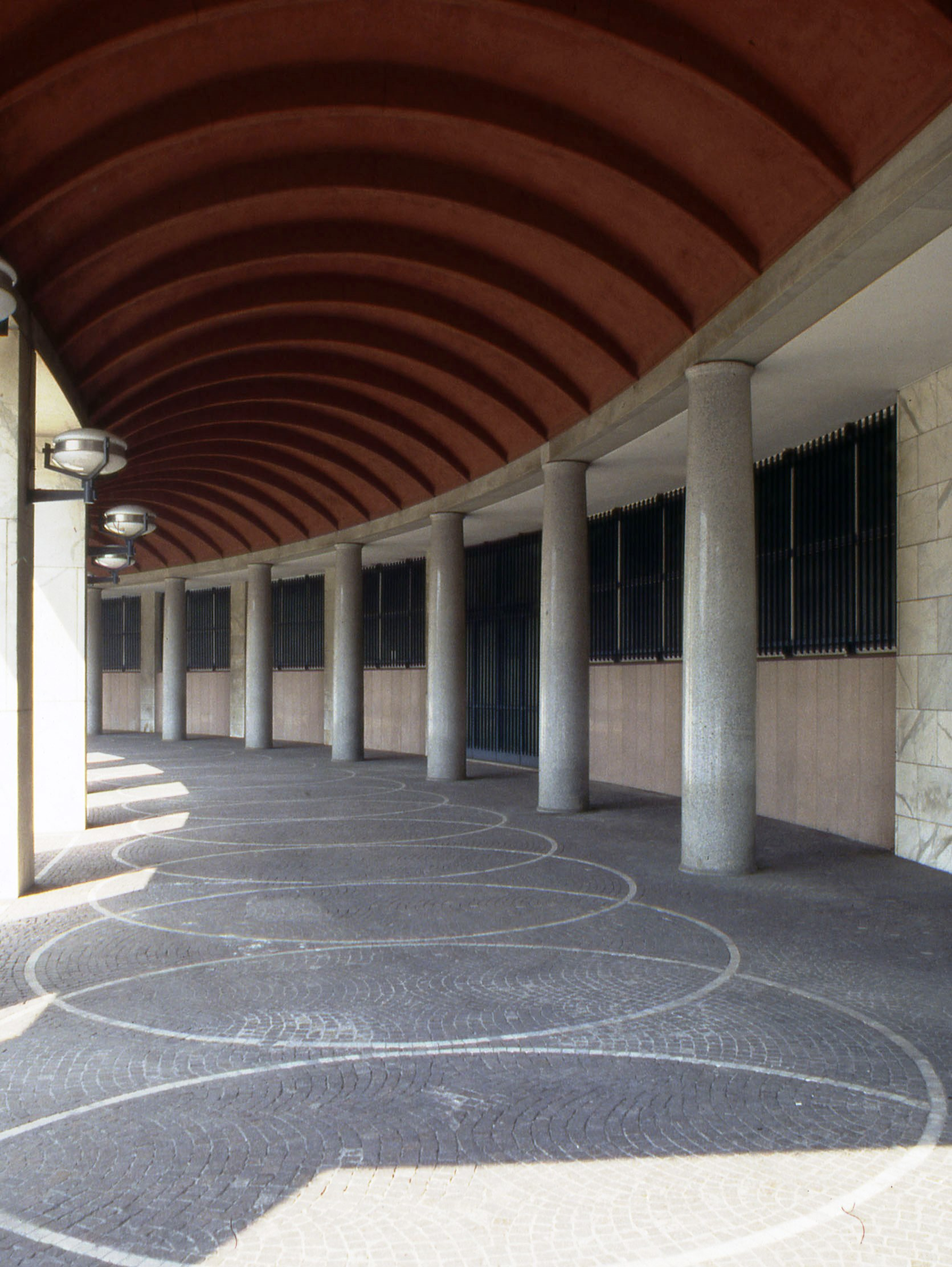
Portico del Palazzo INPS EUR Roma

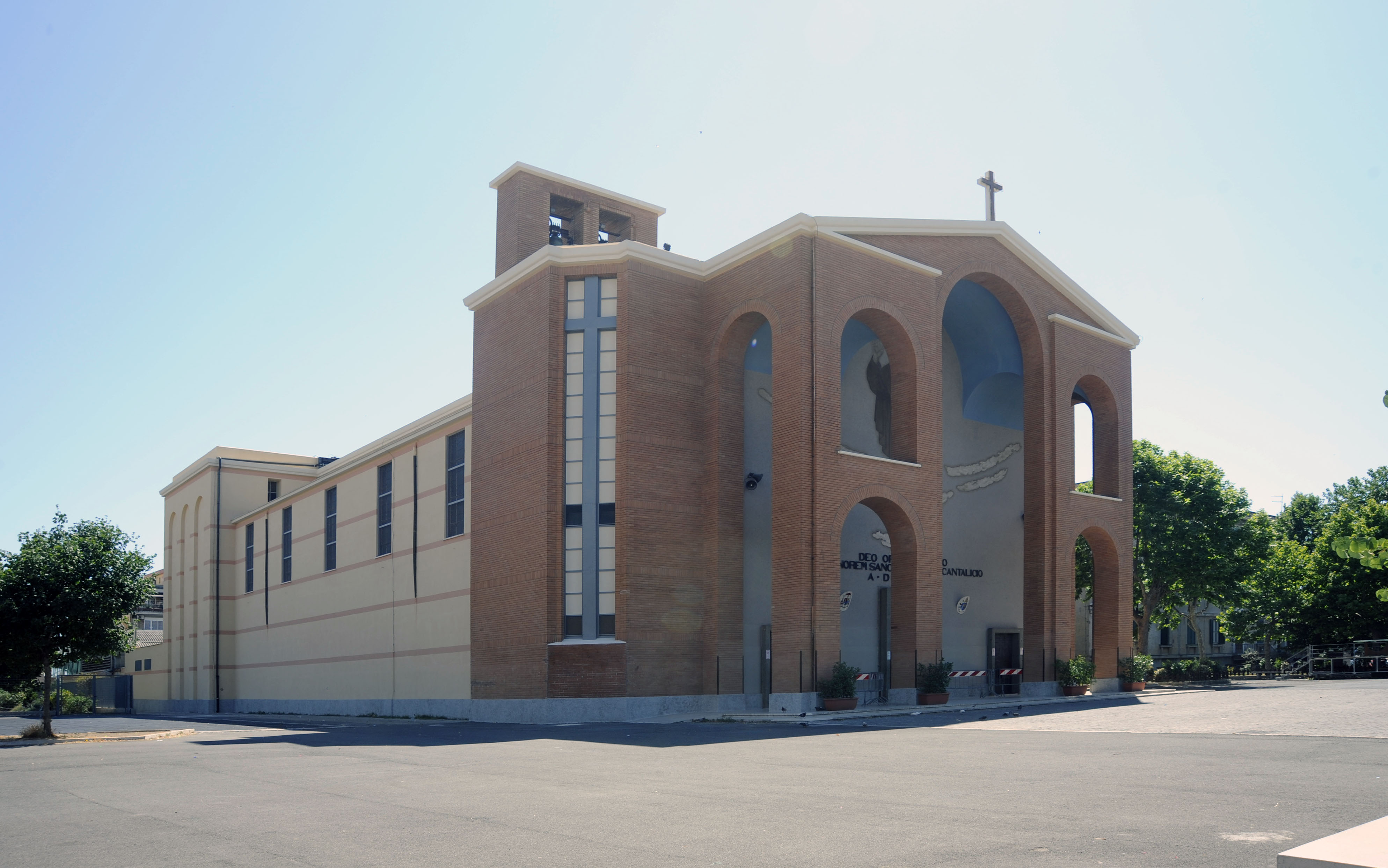
Chiesa San Felice da Cantalice a Roma

Nel 1933 partecipa alla V Triennale di Milano con il progetto "Casa di campagna per un uomo di studio" con Mario Paniconi, Luigi Moretti, Luciano Tufaroli, Silenzi. Giulio Pediconi svolse gran parte della sua attività professionale con frutto di una ricerca tenace del «meglio » esercitata con la verifica progettuale disegnata personalmente fino all'ultimo dettaglio.
Tra la vastissima attività dello studio si ricordano i Palazzi dell'INA e dell'INPS all'EUR, Roma.
(1939, in collaborazione),il complesso edilizio INA a Latina (1938), il piano di ricostruzione di Orbetello e Porto S. Stefano (1938-45); tra il 1936 e il 1939 con Paniconi realizza l'ex Casa GIL poi Liceo scientifico "G. Galilei" a Pescara; inoltre tra le opere romane si segnalano: la Casa-albergo per il Ministero delle Poste e Telecomunicazioni a via Massaia (1954-58), il complesso edilizio a piazza Pio XI (1961-66), il Palazzo IMI all'EUR (1961)  modello di inserimento corretto fra preesistenze impegnative progettato in collaborazione con V. Passarelli, la sede del Ministero delle Poste all'EUR (1963-65), sede dell'ANCE in Roma, a via Guattani nel 1966.
L'arch. Pediconi inoltre ha svolto attività nel campo dell'insegnamento: ottenuta la libera docenza in "Disegno" nel 1939, fu incaricato l'architetto Mario Paniconi con cui divise lo studio, il loro lavoro era contraddistinto da uno stile personale, colto, raffinato, per la cattedra di "Rilievo dei Monumenti" presso la facoltà di Architettura di Roma, e successivamente incaricato per la cattedra di Disegno presso la facoltà di Ingegneria di Roma dove divenne dell'Istituto di Disegno fino al 1976.
Membro effettivo dell'INU, accademico dei Virtuosi al Pantheon, Accademico di San Luca, membro effettivo della Giunta per la tenuta dell'Albo degli Architetti del Lazio, l'arch. Pediconi è stato attivo professionalmente fino agli ultimi anni della sua lunga vita nel suo studio nel cuore della vecchia Roma.

## Lavori e progetti

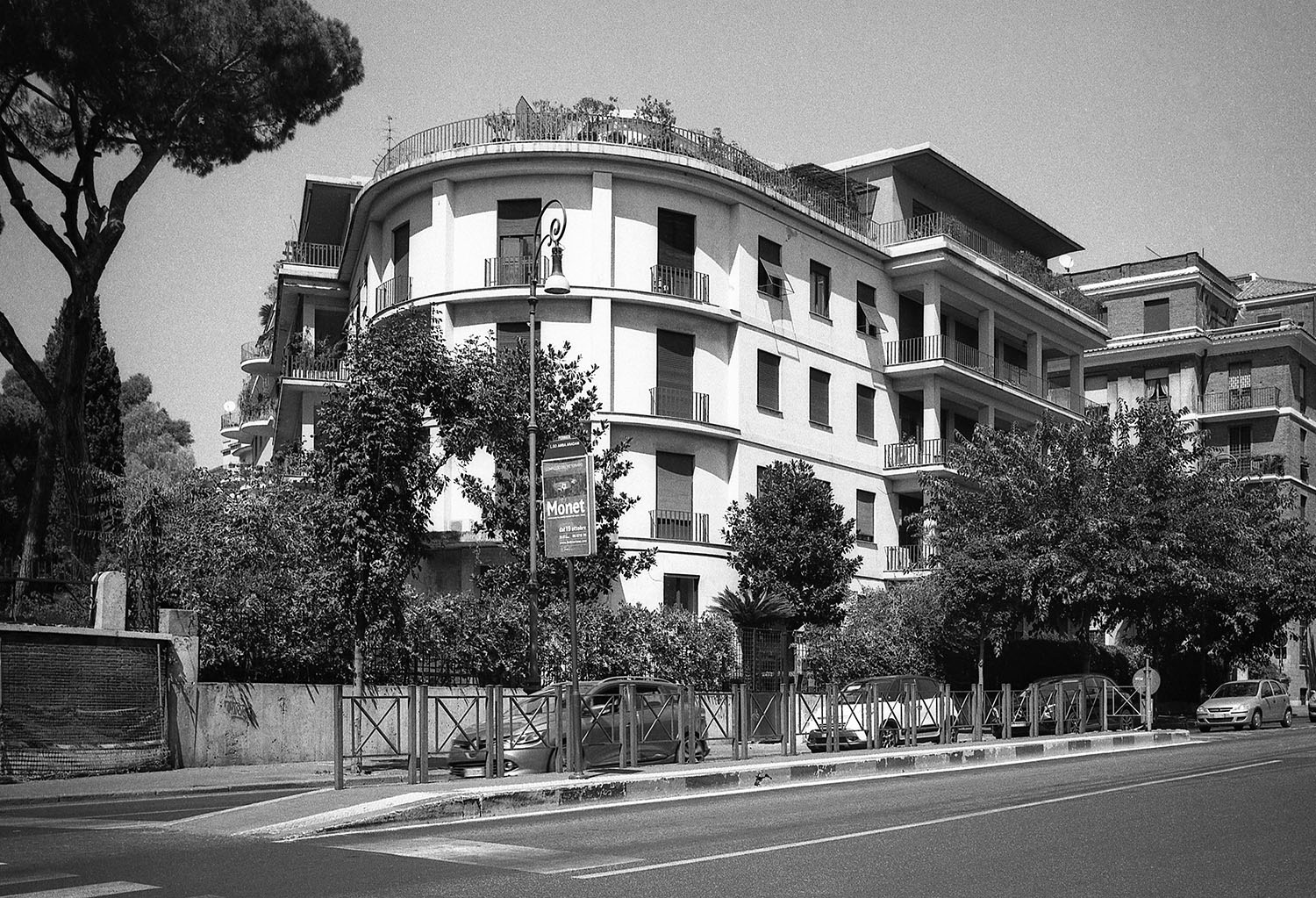
Casa Ceradini a via Amba Aradam Roma

- Palazzo dell'INA e dell'INPS all'EUR, Roma
- "Casa di campagna per un uomo di studio" alla V Triennale di Milano, 1933 (PDF) [collegamento interrotto], su casadellarchitettura.eu.
- Colonia Marina Femminile dei Fasci Italiani all'Estero, Tirrenia, su ita.archinform.net.
- Casa Ceradini, via Amba Aradam Roma 1937
- Casa del Balilla di Pescara, 1939
- Cassa di Risparmio di Foligno
- Chiesa di San Felice da Cantalice
- Palazzo dell'Economia Corporativa, Pesaro, su artefascista.it.
- Piano regolatore di Pisa
- Quartiere Valco San Paolo (tipologie edilizie), Roma, 1949-1951, su urbanistica.unipr.it.
- Vicequestura del quartiere Nomentano
- Fontana della Sfera nel Foro Mussolini, su artefascista.it.
- Chiesa di San Gregorio VII a Roma, 1959
- Chiesa di San Giuseppe Cafasso, Roma
- Chiesa della Sacra Famiglia, Roma, 1978
- Chiesa di San Rocco, Ceprano